# Glenwood (Queensland)
Betoota – miejscowość w Australii, w stanie Queensland.